# Бешкарев, Владимир Андреевич
Влади́мир Андре́евич Бе́шкарев (латыш. Vladimirs Beškarevs; 18 января 1949, Рига) — советский футболист и латвийский футбольный тренер.

## Биография

### Карьера игрока
Свою футбольную карьеру Владимир Бешкарев начинал в рижском «Электроне», в начале 1970 года он присоединился к команде мастеров рижской «Даугавы». Во второй половине 70-х Владимир Бешкарев выступал в рядах клубов «Юрниекс» и «Звейниекс», а в 1979 году он присоединился к рижскому «Торпедо».

### Карьера тренера
Тренировать Владимир Бешкарев начал в системе футбольного клуба «Пардаугава», впоследствии перешёл в академию «Сконто». Также тренировал разные юношеские сборные Латвии и молодёжный команду «Сконто-2».
21 января 2013 года Владимир Бешкарев вновь был назначен на пост главного тренера клуба «Сконто-2», но 27 августа того же года на этом посту его сменил Андрей Калинин.
5 декабря 2013 года руководство клуба «Елгава» назначила Владимира Бешкарева на пост главного тренера.